# Волгодонск (футбольный клуб)

Стадион «Труд»

«Волгодонск» — российский футбольный клуб из одноимённого города Ростовской области, существовавший с 1995 до 2004 года и возрожденный в 2016 году. Клуб был основан на базе двух городских команд — «Атоммаш» и «Химик». При этом ФК «Волгодонск» считается правопреемником «Атоммаша» — главной городской команды до 1995 года.

## История
Команда «Атоммаш» дебютировала в чемпионате Ростовской области в 1979 году, где заняла 4-е место. С 1980-го по 1995 годы «Атоммаш» — бессменный участник чемпионатов СССР и России. Наиболее удачные сезоны — 1984, когда команда заняла 3-е место; 1986 (4-е место), 1985 и 1991 (5-е место).
Но в середине 90-х годов, на фоне глобальных перемен в стране и связанного с этим финансового кризиса, ни завод «Атоммаш», ни химический завод уже в одиночку не могли содержать футбольные команды. В связи с этим, перед началом сезона 1995 года, руководством города и директорами крупных городских предприятий было решено объединить усилия по развитию футбола в Волгодонске.
Дебютный 1995 год был одним из наиболее удачных в истории команды. ФК «Волгодонск» занял третье место. Занять строчку выше помешал несчастный случай. Волгодонская команда, обыграв в гостях своих главных соперников со счётом 3:0, ехала в Алексеевку Белгородской области и попала в автокатастрофу. Из-за того, что в аварии почти все игроки получили травмы, матч с аутсайдером — «Ритмом» был проигран.
Всё же 1996 год ФК «Волгодонск» начал во второй лиге, так как игравшая там команда «Гекрис-Спартак» (Анапа) снялась из-за финансовых трудностей. Провели волгодонцы тот сезон сравнительно неплохо, заняв 11-е место из 20-ти. Но тут начались финансовые проблемы. 1997 год — команда в третьей лиге, 1998-й — в чемпионате области. «Волгодонск» снова покинули все игроки. На их место пришли 16—17-летние воспитанники детско-юношеской спортивной школы. Поначалу, не имея опыта и играя бесплатно, ребята терпели одно поражение за другим. Но уже к середине сезона команда обрела свою игру. Успехом стал выход в полуфинал кубка областной газеты «Молот» (своеобразного кубка Ростовской области). На этой стадии турнира волгодонцам не хватило самой малости — лишь за счет гола, забитого в гостях, сальский «Локомотив» прошел в финал (1:2 в Сальске и 3:2 в Волгодонске).
Уже в следующем сезоне у футболистов из Волгодонска появилась сыгранность, вернулись три ведущих игрока — Валерий Прокулатов, Константин Романовский и Вячеслав Морозов. В результате ФК «Волгодонск» занял 5-е место и снова дошёл до полуфинала Кубка газеты «Молот».
Ещё через год дела у клуба наладились, и болельщики опять увидели свою команду в любительском чемпионате России. 2000 и 2001 годы ФК «Волгодонск» провел достаточно успешно, заняв третье и четвёртое места. 2002 год был чуть похуже. Удачно стартовав и не имея ни одного поражения после 10 туров, ФК «Волгодонск» в итоге занял шестое место, уступив четвёртое и пятое неудачникам первого круга — владикавказской «Алании-2» и таганрогскому «Торпедо».

Логотип клуба с 1995 по 2016 год

А вот в 2003-м году опять начались проблемы с финансированием. В межсезонье 2002—2003 остро стоял вопрос: будет ли вообще большой футбол в Волгодонске. Из-за отсутствия средств не был проведён полноценный тренировочный сбор, не были выплачены премиальные за прошлый год. Вершиной этих событий было открытое письмо болельщиков ФК «Волгодонск» в администрацию города, в городскую думу и в средства массовой информации, чтобы вся общественность обратила внимание на проблемы футбольного клуба. Но, несмотря на все сложности, ФК «Волгодонск» доиграл до конца сезон 2003 года, хотя и не очень удачно. Начало сезона было полностью провалено. Главный тренер команды Пётр Есипко, не видя выхода из сложившейся ситуации, после 7-го тура подал в отставку. Вместо него пришёл опытный тренер Сергей Анатольевич Антонкин, ранее уже игравший за волгодонскую команду. В результате ФК «Волгодонск» закончил сезон на 16-м месте из 22-х.
В 2004-м году в команду пришел новый главный тренер — Александр Федорович Бадмахалгаев, с которым были связаны новые надежды. Но жесточайший финансовый кризис вынудил клуб сняться с первенства любительской футбольной лиги в начале второго круга. Таким образом, эпоха ФК «Волгодонск» завершилась. Её эстафету принял футбольный клуб «Маяк».
Футбольный клуб «Маяк» в областных соревнованиях представляет ОАО «ВКДП» и был образован с момента основания деревообрабатывающего комбината в 1952 году, одного из градообразующих предприятий города Волгодонска.
Прежние названия: ВЛПК, «Труд», «Маяк», «Маяк-Сенивит», с 2005 года — ФК «Маяк».
Цвета клуба: красно-зелёные.
| Год  | Чемпионат | Лига   | Зона    | И  | В  | Н | П  | Мячи  | О  | М      |
| ---- | --------- | ------ | ------- | -- | -- | - | -- | ----- | -- | ------ |
| 1995 | России    | Третья | 2       | 30 | 19 | 4 | 7  | 62-19 | 61 | 3(16)  |
| 1996 | России    | Вторая | «Запад» | 38 | 14 | 6 | 18 | 44-62 | 68 | 11(20) |
| 1997 | России    | Третья | 2       | 30 | 12 | 8 | 10 | 40-33 | 44 | 7(16)  |
| 1998 | Рост.обл. | Высшая | Высшая  | 30 | 11 | 2 | 17 | 51-53 | 35 | 11(16) |
| 1999 | Рост.обл. | Высшая | Высшая  | 30 | 17 | 7 | 6  | 84-31 | 58 | 5(16)  |
| 2000 | России    | Третья | «Юг»    | 26 | 15 | 2 | 9  | 58-29 | 47 | 3(14)  |
| 2001 | России    | Третья | «Юг»    | 30 | 17 | 1 | 12 | 61-39 | 52 | 4(16)  |
| 2002 | России    | Третья | «ЮФО»   | 38 | 21 | 6 | 11 | 67-36 | 69 | 6(20)  |
| 2003 | России    | Третья | «ЮФО»   | 42 | 12 | 6 | 24 | 47-70 | 42 | 16(22) |

## Тренеры
- Зубаков Валерий Николаевич (1995—1996)
- Злобин Николай Леонидович (1997)
- Есипко Пётр Сергеевич (2000—2003)
- Бадмахалгаев Александр Фёдорович (2004)
- Гермашов Алексей Николаевич (с 2016)